# Agen-d'Aveyron
Pour les articles homonymes, voir Aveyron et Agen (homonymie).
Agen-d'Aveyron (Agenh en occitan) est une commune française, située dans le département de l'Aveyron en région Occitanie. Elle est située entre la vallée de l'Aveyron et le massif des Palanges. Longtemps village et terroir à vocation agricole, Agen a vu se développer depuis les années 1990 des lotissements liés à la périurbanisation de Rodez. En 1985, les hameaux d'Aussuéjouls et du Puech de Nauze furent transférés d'Agen à Sainte-Radegonde.
Le patrimoine architectural de la commune comprend un immeuble protégé au titre des monuments historiques : le dolmen d'Agen-d'Aveyron, inscrit en 1997.

## Géographie

### Localisation et communes limitrophes
La commune d'Agen-d'Aveyron se trouve au centre-nord  du département de l'Aveyron, dans la petite région agricole du Lévézou. Elle se situe à 10 km par la route de Rodez, préfecture du département, à 54 km de Millau, sous-préfecture et à 12 km de Sébazac-Concourès, bureau centralisateur du canton de Causse-Comtal dont dépend la commune depuis 2015. La commune fait en outre partie du bassin de vie de Rodez.
Les communes les plus proches sont, : 
Montrozier (4,6 km), Sainte-Radegonde (4,7 km), La Loubière (6,7 km), Onet-le-Château (6,9 km), Le Vibal (7,6 km), Sébazac-Concourès (8,1 km), Le Monastère (8,1 km), Rodez (8,4 km), Bertholène (8,9 km).

### Hydrographie

#### Réseau hydrographique
La commune est drainée par l'Aveyron, le ruisseau de Laval, le ruisseau de Louyne, le ruisseau des Palanges, le ruisseau Rieutord, le ruisseau de Mas Berthier, et par divers petits cours d'eau.
L'Aveyron, d'une longueur totale de 290,6 km, prend sa source dans la commune de Sévérac-d'Aveyron et se jette  dans le Tarn à Barry-d'Islemade, après avoir arrosé 60 communes.

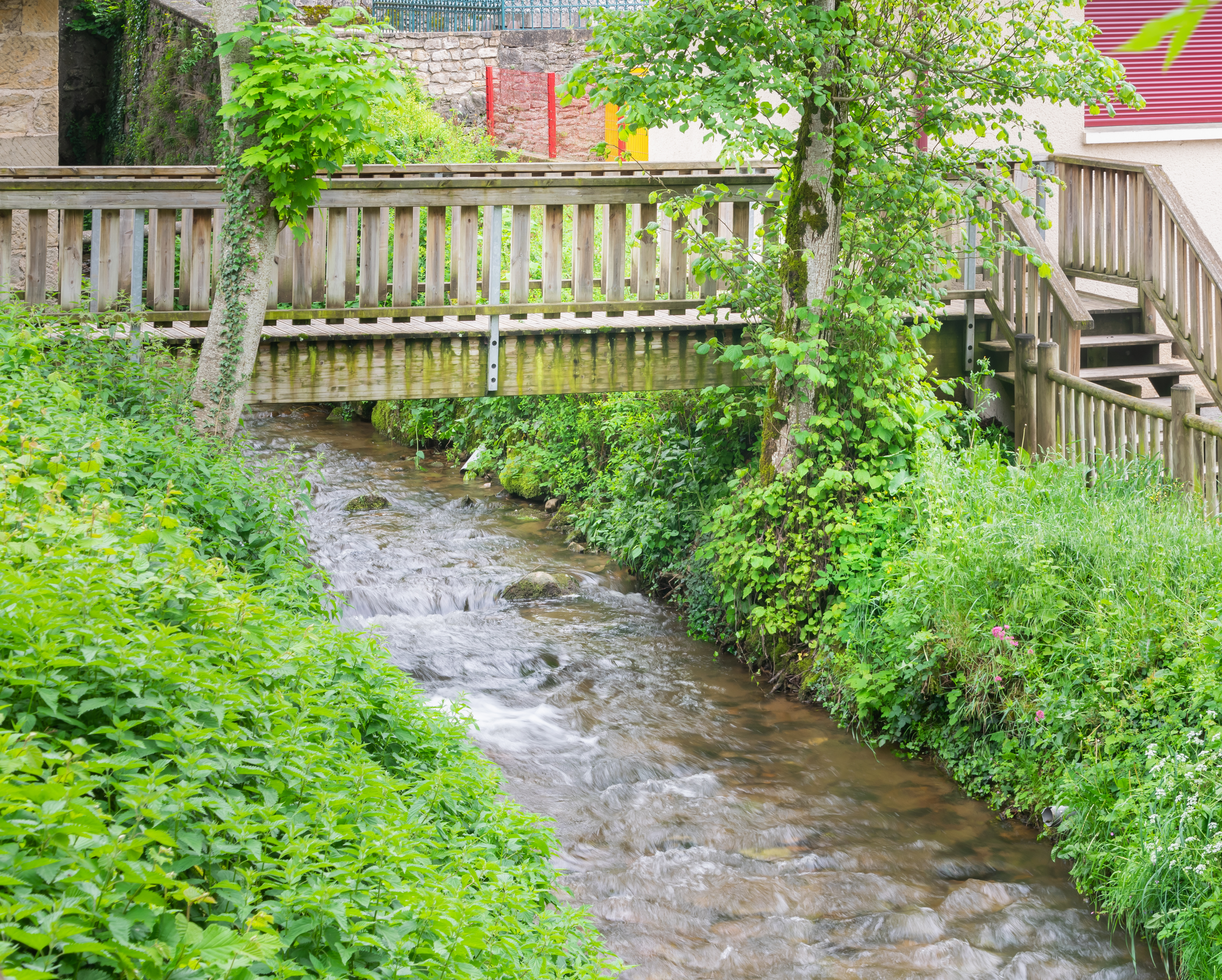
Ruisseau de Laval.
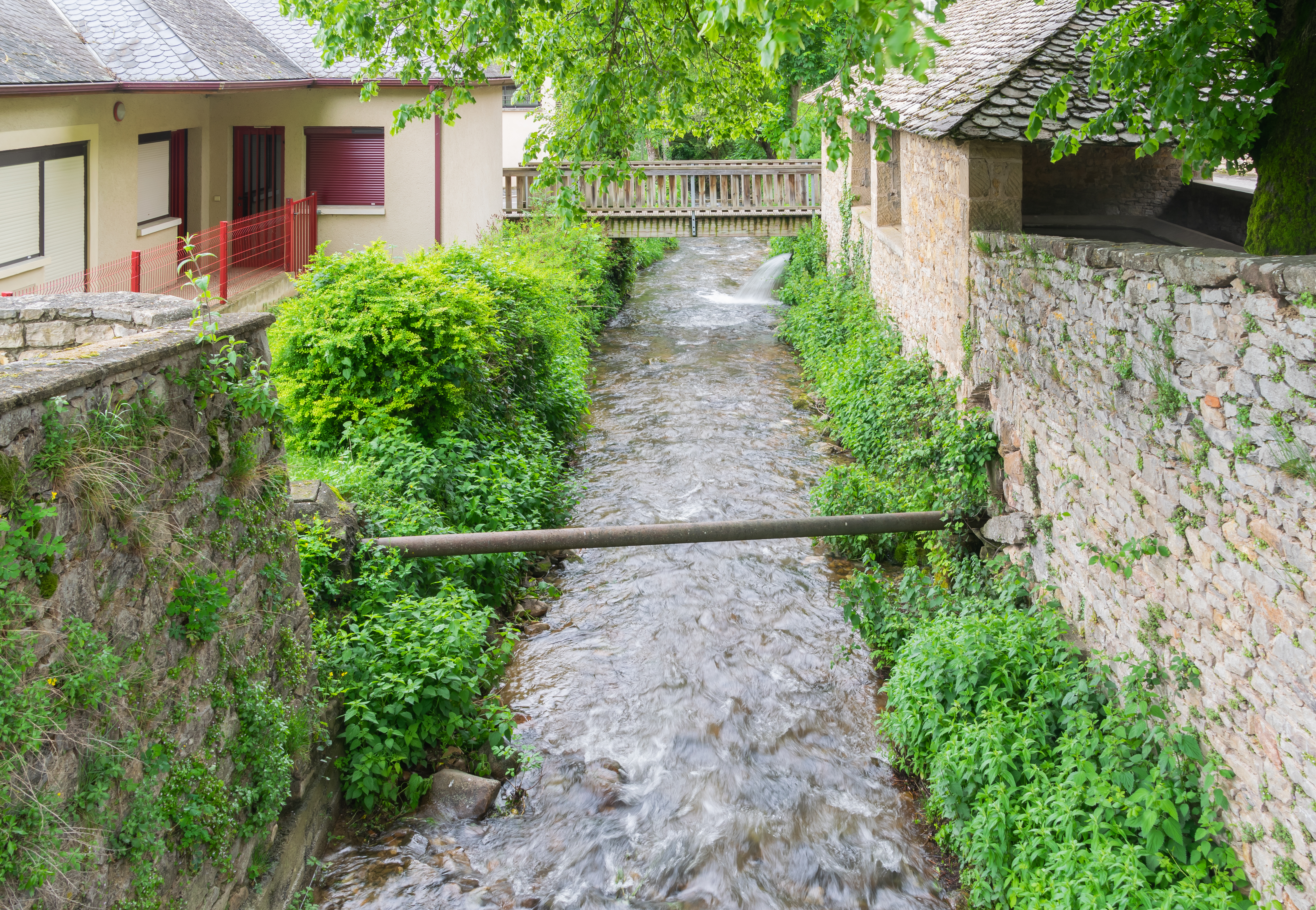
Ruisseau de Laval.
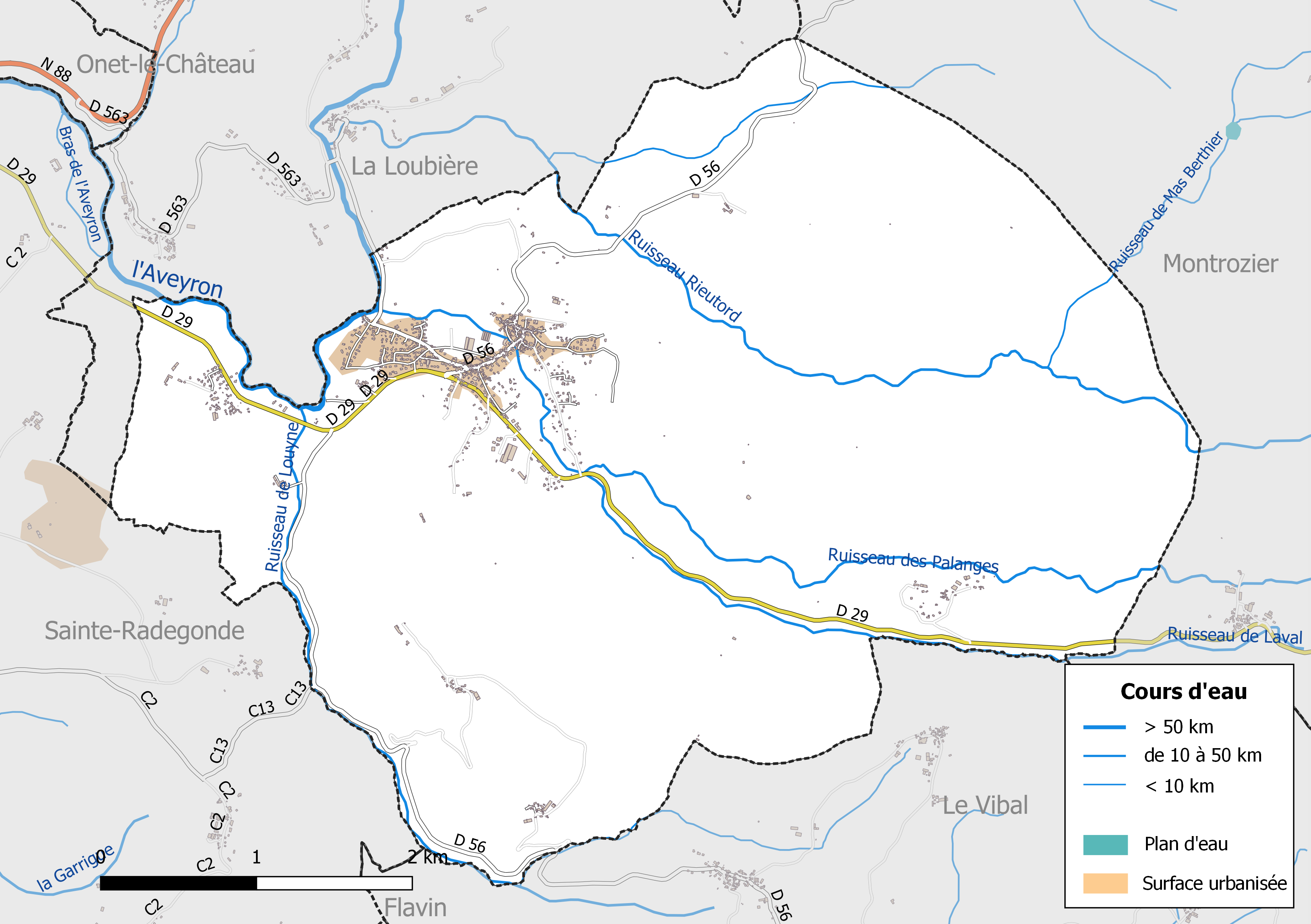
Réseaux hydrographique et routier d'Agen-d'Aveyron.

#### Gestion des cours d'eau
La gestion des cours d’eau de la commune situés dans le bassin de l’Aveyron est assurée par l’établissement public d'aménagement et de gestion des eaux (EPAGE) Aveyron amont, créé le 1er janvier 2017, en remplacement du syndicat mixte du bassin versant Aveyron amont,,.

### Climat
Pour des articles plus généraux, voir Climat de l'Occitanie et Climat de l'Aveyron.
En 2010, le climat de la commune est de type climat océanique altéré, selon une étude s'appuyant sur une série de données couvrant la période 1971-2000. En 2020, Météo-France publie une typologie des climats de la France métropolitaine dans laquelle la commune est exposée à un climat de montagne et est dans la région climatique Sud-est du Massif Central, caractérisée par une pluviométrie annuelle de 1 000 à 1 500 mm, minimale en été, maximale en automne.
Pour la période 1971-2000, la température annuelle moyenne est de 10,8 °C, avec une amplitude thermique annuelle de 15,6 °C. Le cumul annuel moyen de précipitations est de 1 109 mm, avec 11,4 jours de précipitations en janvier et 6,5 jours en juillet. Pour la période 1991-2020, la température moyenne annuelle observée sur la station météorologique la plus proche, située sur la commune de Flavin à 10 km à vol d'oiseau, est de 11,0 °C et le cumul annuel moyen de précipitations est de 902,2 mm,. Pour l'avenir, les paramètres climatiques de la commune estimés pour 2050 selon différents scénarios d'émission de gaz à effet de serre sont consultables sur un site dédié publié par Météo-France en novembre 2022.

### Milieux naturels et biodiversité
L’inventaire des zones naturelles d'intérêt écologique, faunistique et floristique (ZNIEFF) a pour objectif de réaliser une couverture des zones les plus intéressantes sur le plan écologique, essentiellement dans la perspective d’améliorer la connaissance du patrimoine naturel national et de fournir aux différents décideurs un outil d’aide à la prise en compte de l’environnement dans l’aménagement du territoire.
Le territoire communal d'Agen-d'Aveyron comprend deux ZNIEFF de type 1, : 
la « rivière Aveyron » (3 500 ha) et les « zones humides de la Forêt des Palanges » (74,2 ha) et une ZNIEFF de type 2, : la « vallée de l'Aveyron » (14 644 ha), qui s'étend sur 68 communes dont 42 dans l'Aveyron, 21 dans le Tarn-et-Garonne et 5 dans le Tarn.

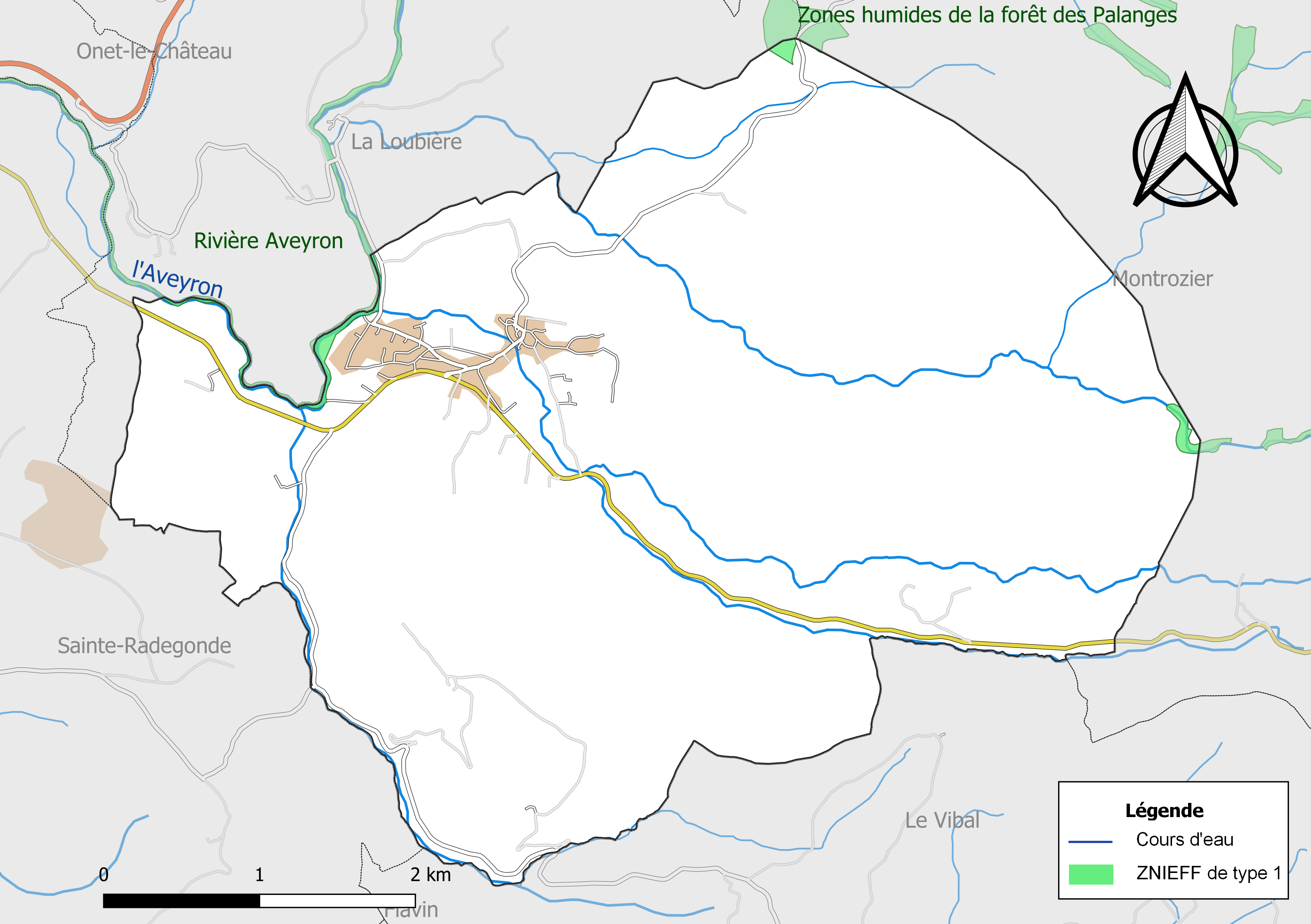
Carte des ZNIEFF de type 1 de la commune.
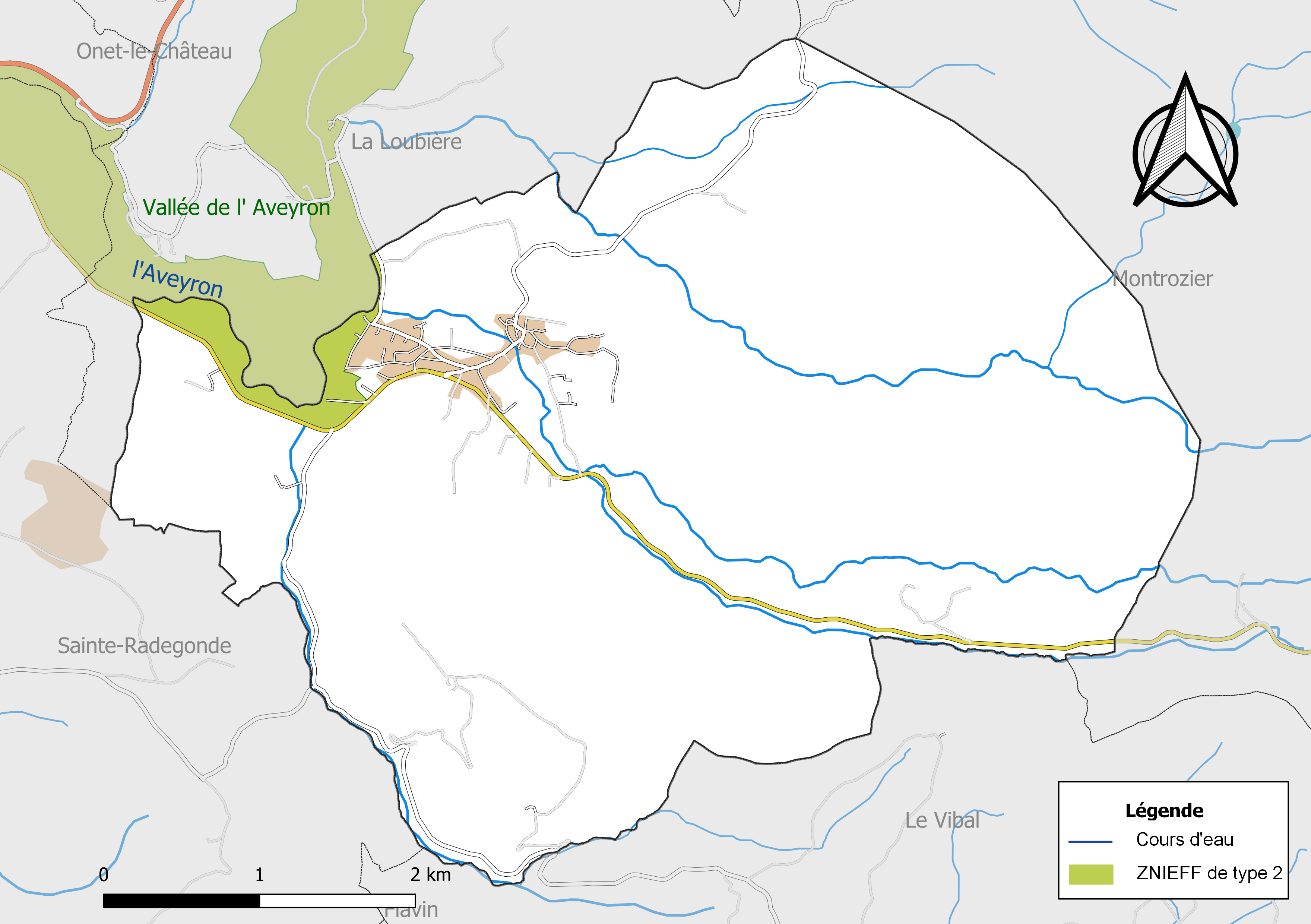
Carte de la ZNIEFF de type 2 de la commune.

## Urbanisme

### Typologie
Au 1er janvier 2024, Agen-d'Aveyron est catégorisée bourg rural, selon la nouvelle grille communale de densité à 7 niveaux définie par l'Insee en 2022.
Elle est située hors unité urbaine. Par ailleurs la commune fait partie de l'aire d'attraction de Rodez, dont elle est une commune de la couronne,. Cette aire, qui regroupe 68 communes, est catégorisée dans les aires de 50 000 à moins de 200 000 habitants,.

### Occupation des sols

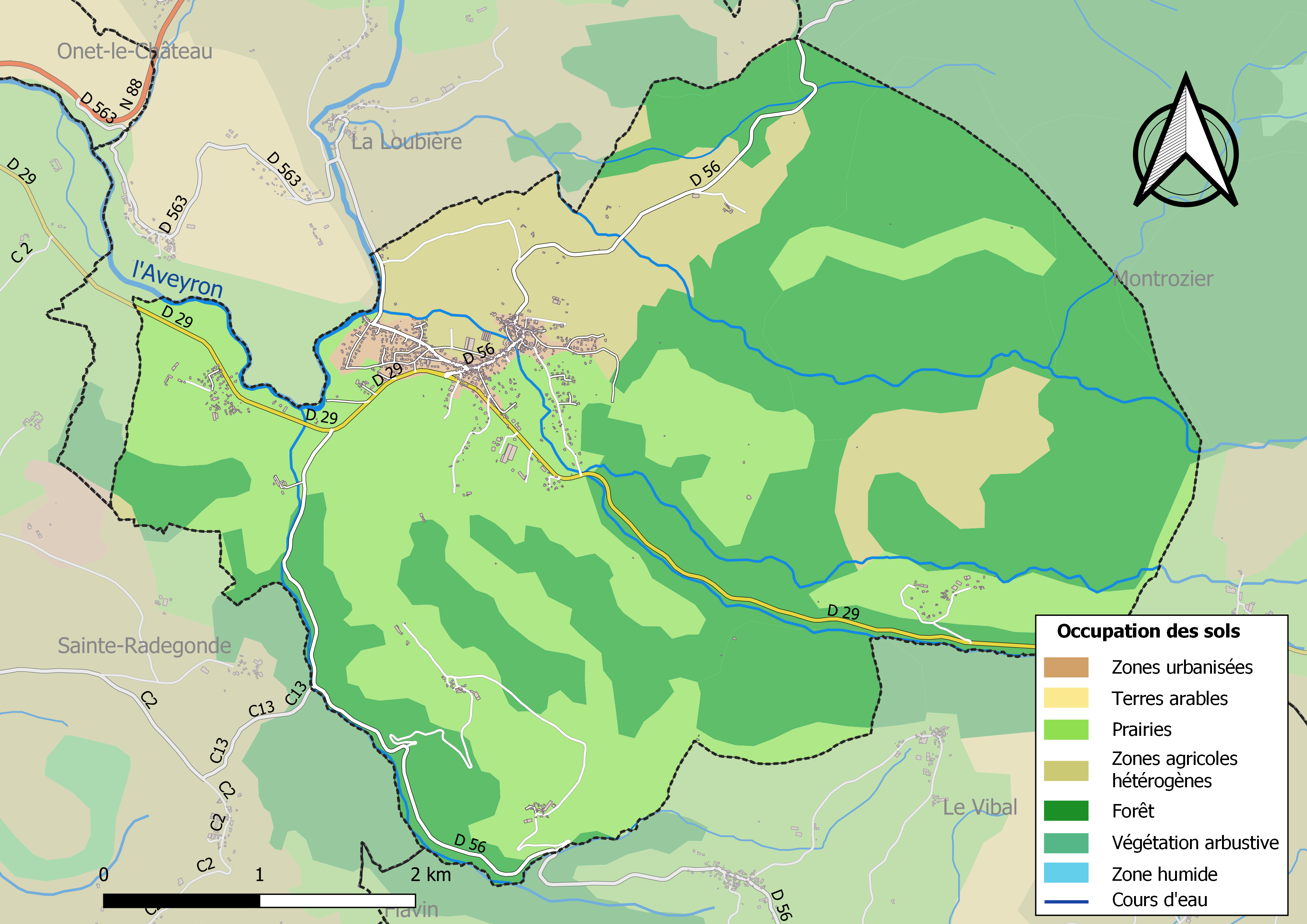
Infrastructures et occupation des sols de la commune d'Agen-d'Aveyron.

L'occupation des sols de la commune, telle qu'elle ressort de la base de données européenne d’occupation biophysique des sols Corine Land Cover (CLC), est marquée par l'importance des forêts et milieux semi-naturels (51,9 % en 2018), en augmentation par rapport à 1990 (50,2 %). La répartition détaillée en 2018 est la suivante : 
forêts (51,9 %), prairies (41,9 %), zones agricoles hétérogènes (3,6 %), zones urbanisées (2,6 %).

### Planification
La loi SRU du 13 décembre 2000 a incité fortement les communes à se regrouper au sein d’un établissement public, pour déterminer les partis d’aménagement de l’espace au sein d’un SCoT, un document essentiel d’orientation stratégique des politiques publiques à une grande échelle. La commune est dans le territoire du SCoT du Lévézou, prescrit en juin 2018. La structure porteuse est le Pôle d'équilibre territorial et rural du Lévézou, qui associe deux communautés de communes, dont communauté de communes du Pays de Salars, dont la commune est membre
En matière de planification, la commune disposait en 2017 d'un plan local d'urbanisme approuvé. Le zonage réglementaire et le règlement associé peuvent être consultés sur le Géoportail de l'urbanisme.

### Risques majeurs
Le territoire de la commune d'Agen-d'Aveyron est vulnérable à différents aléas naturels : inondations, climatiques (hiver exceptionnel ou canicule), feux de forêts et séisme (sismicité faible).
Il est également exposé à un risque technologique, le transport de matières dangereuses, et à un risque particulier, le risque radon,.

#### Risques naturels

Zones inondables de la commune d'Agen-d'Aveyron.

Certaines parties du territoire communal sont susceptibles d’être affectées par le risque d’inondation par débordement de l'Aveyron et de son affluent, le ruisseau des Palanges. Les dernières grandes crues historiques, ayant touché plusieurs parties du département, remontent au 3 et 4 décembre 2003 (dans les bassins du Lot, de l'Aveyron, du Viaur et du Tarn) et au 28 novembre 2014 (bassins de la Sorgues et du Dourdou). Ce risque est pris en compte dans l'aménagement du territoire de la commune par le biais du Plan de prévention du risque inondation (PPRI) Aveyron amont, approuvé le 24 novembre 2017.
Le Plan départemental de protection des forêts contre les incendies découpe le département de l’Aveyron en sept « bassins de risque » et définit une sensibilité des communes à l’aléa feux de forêt (de faible à très forte). La commune est classée en sensibilité forte.
Les mouvements de terrains susceptibles de se produire sur la commune sont soit des mouvements liés au retrait-gonflement des argiles, soit des effondrements liés à des cavités souterraines. Le phénomène de retrait-gonflement des argiles est la conséquence d'un changement d'humidité des sols argileux. Les argiles sont capables de fixer l'eau disponible mais aussi de la perdre en se rétractant en cas de sécheresse. Ce phénomène peut provoquer des dégâts très importants sur les constructions (fissures, déformations des ouvertures) pouvant rendre inhabitables certains locaux. La carte de zonage de cet aléa peut être consultée sur le site de l'observatoire national des risques naturels Géorisques. Une autre carte permet de prendre connaissance des cavités souterraines localisées sur la commune.

#### Risques technologiques
Le risque de transport de matières dangereuses sur la commune est lié à sa traversée par une route à fort trafic. Un accident se produisant sur une telle infrastructure est en effet susceptible d’avoir des effets graves au bâti ou aux personnes jusqu’à 350 m, selon la nature du matériau transporté. Des dispositions d’urbanisme peuvent être préconisées en conséquence.

#### Risque particulier
Dans plusieurs parties du territoire national, le radon, accumulé dans certains logements ou autres locaux, peut constituer une source significative d’exposition de la population aux rayonnements ionisants. Toutes les communes du département sont concernées par le risque radon à un niveau plus ou moins élevé. La commune d'Agen-d'Aveyron est classée à risque moyen à élevé.

## Histoire
La commune d'Agen a pris le nom d'Agen-d'Aveyron en 1919. Elle a été formée en 1790 sur la communauté homonyme, à laquelle fut ajoutée le hameau du Puech de Nauze qui était une enclave de La Loubière. Sous l'Ancien régime, la paroisse d'Agen avait des limites différentes de celle de la communauté, englobant une partie de la communauté de La Loubière et le domaine de Gros. Les revenus de la paroisse avait été réunis au monastère des bénédictines de Saint-Sernin-sous-Rodez en 1172. L'abbesse du monastère était également seigneuresse d'Agen.

## Politique et administration

### Découpage territorial
La commune d'Agen-d'Aveyron est membre de la communauté de communes du Pays de Salars, un établissement public de coopération intercommunale (EPCI) à fiscalité propre créé le 31 décembre 1996 dont le siège est à Pont-de-Salars. Ce dernier est par ailleurs membre d'autres groupements intercommunaux.
Sur le plan administratif, elle est rattachée à l'arrondissement de Millau, au département de l'Aveyron et à la région Occitanie. Sur le plan électoral, elle dépend du  canton du Causse-Comtal pour l'élection des conseillers départementaux, depuis le redécoupage cantonal de 2014 entré en vigueur en 2015, et de la troisième circonscription de l'Aveyron  pour les élections législatives, depuis le dernier découpage électoral de 2010.

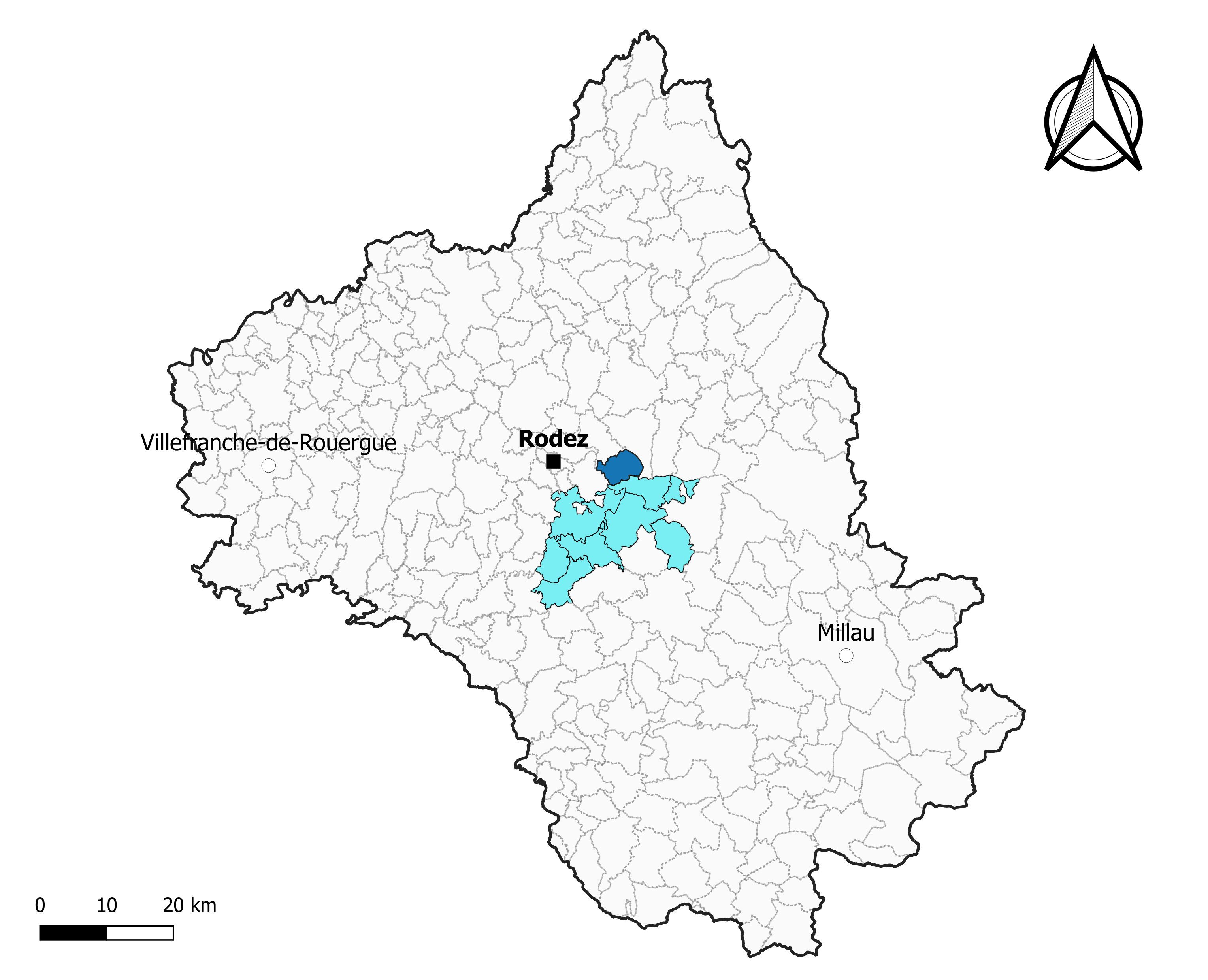
Agen-d'Aveyron dans l'intercommunalité en 2020.
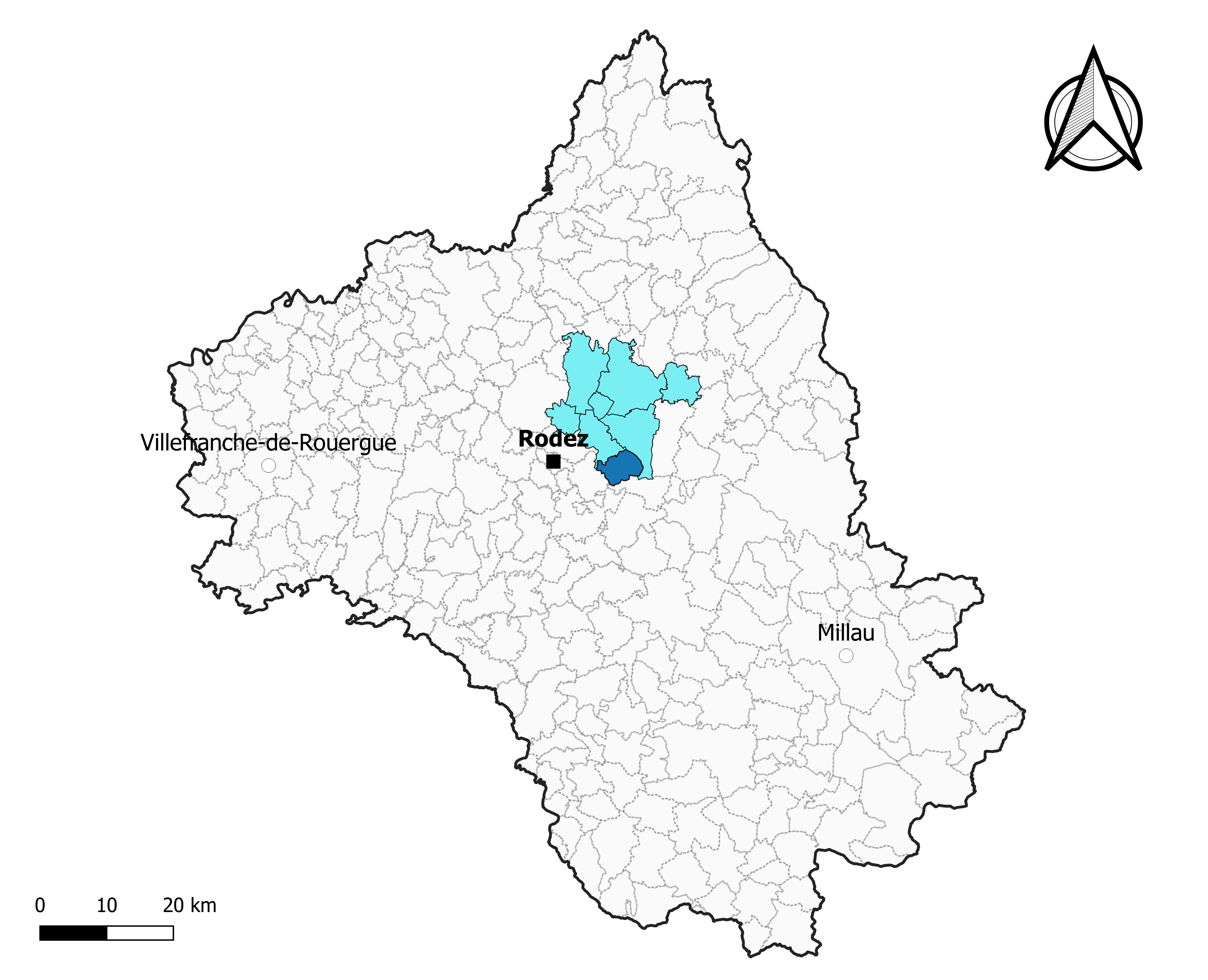
Agen-d'Aveyron dans le canton du Causse-Comtal en 2020.
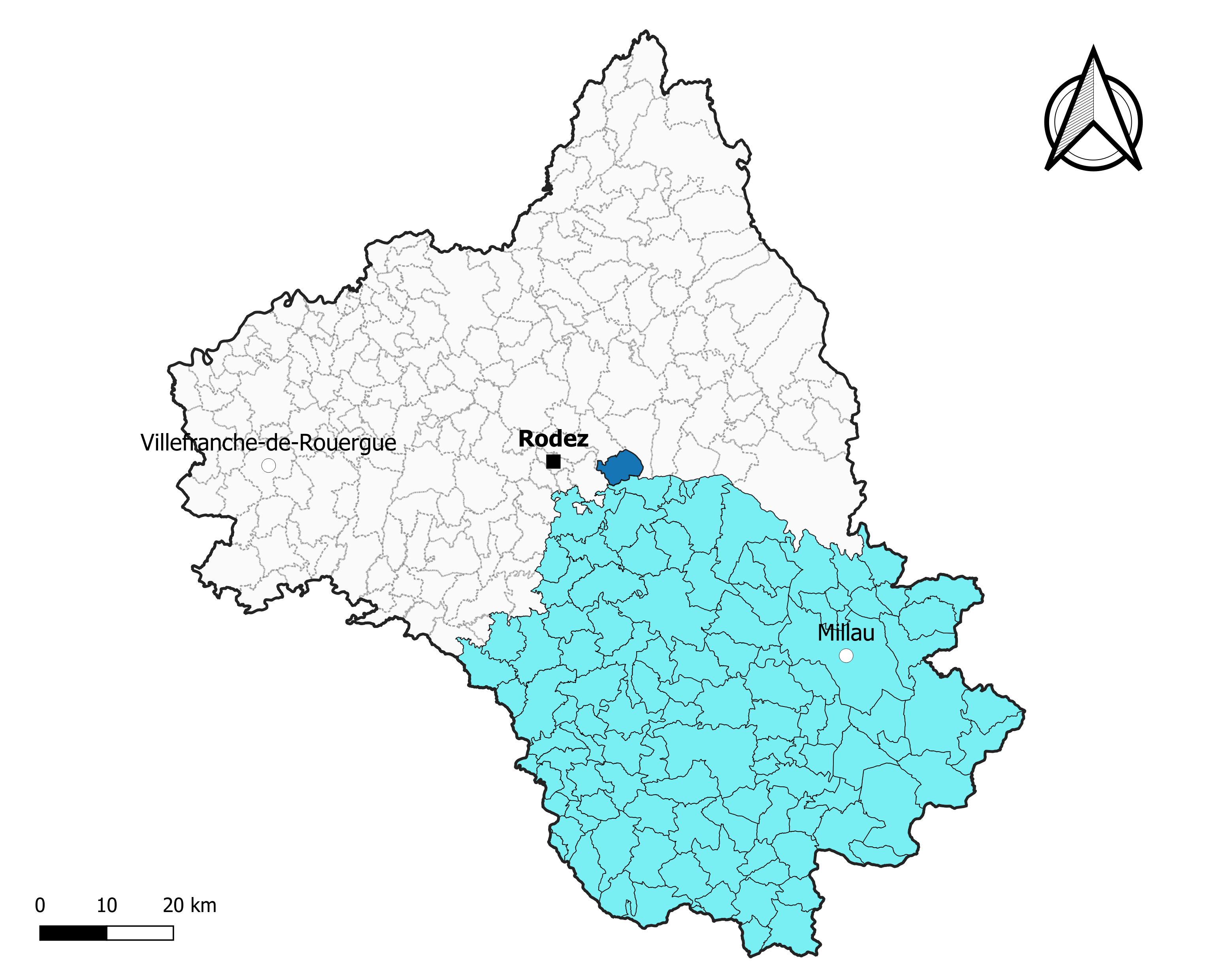
Agen-d'Aveyron dans l'arrondissement de Millau en 2020.

### Élections municipales et communautaires

#### Élections municipales de 2020
Le conseil municipal d'Agen-d'Aveyron, commune de plus de 1 000 habitants, est élu au scrutin proportionnel de liste à deux tours (sans aucune modification possible de la liste), pour un mandat de six ans renouvelable. Compte tenu de la population communale, le nombre de sièges à pourvoir lors des élections municipales de 2020 est de 15. Les quinze conseillers municipaux sont élus au premier tour avec un taux de participation de 44,82 %, issus de la seule liste candidate, conduite par Laurent de Vedelly.
Les trois sièges attribués à la commune au sein du conseil communautaire de la communauté de communes du Pays de Salars sont alloués à la liste de Laurent de Vedelly.

#### Liste des maires

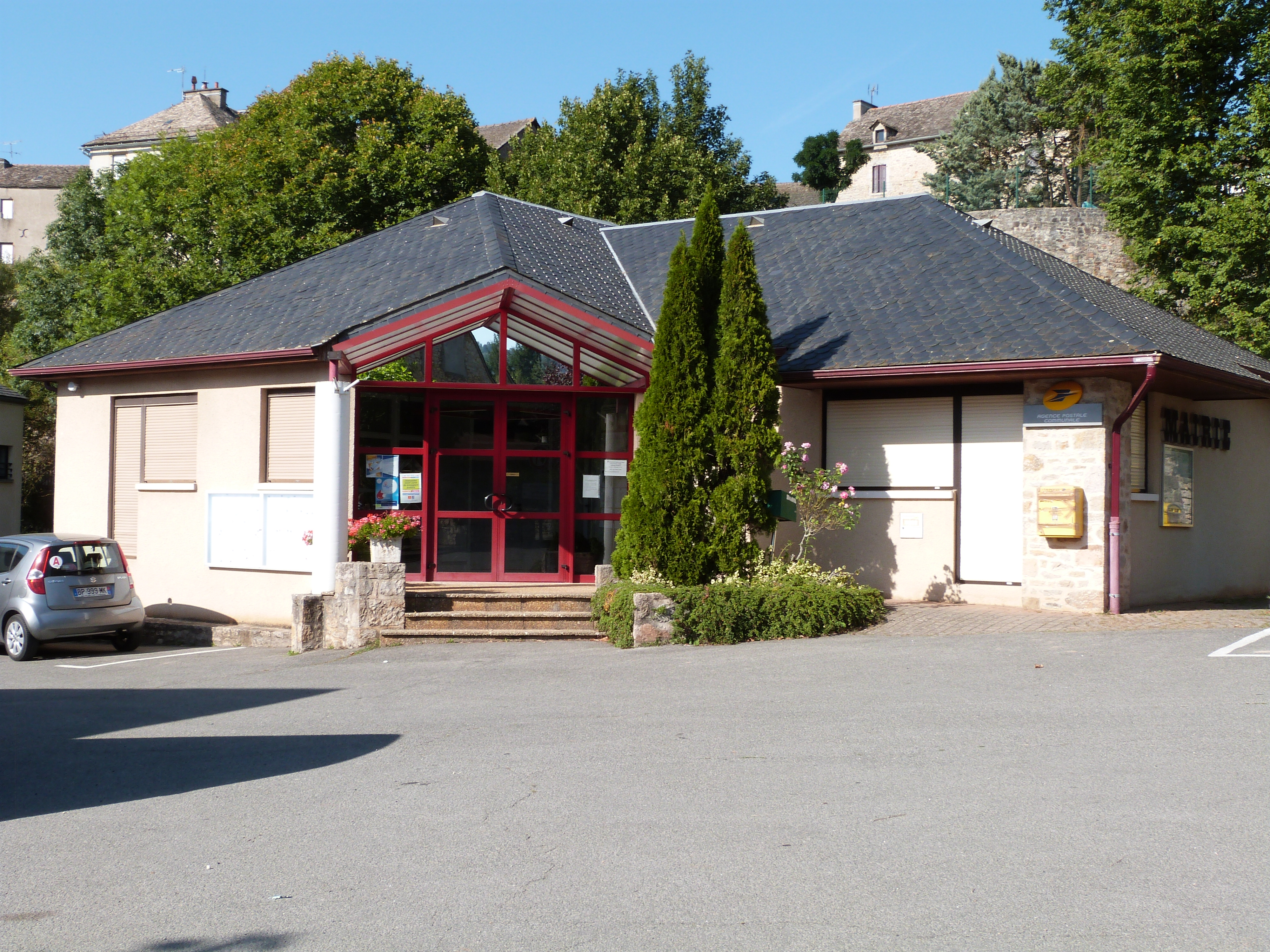
La mairie.

| Période                                  | Période  | Identité            | Étiquette | Qualité        |
| ---------------------------------------- | -------- | ------------------- | --------- | -------------- |
| 1995                                     | 2001     | Paul Bony           |           |                |
| 2001                                     | 2008     | Charles Blanc       |           |                |
| 2008                                     | En cours | Laurent de Vedelly, | SE-DVD    | Ancien employé |
| Les données manquantes sont à compléter. |          |                     |           |                |

## Population et société

### Démographie

#### Évolution démographique
L'évolution du nombre d'habitants est connue à travers les recensements de la population effectués dans la commune depuis 1793. Pour les communes de moins de 10 000 habitants, une enquête de recensement portant sur toute la population est réalisée tous les cinq ans, les populations de référence des années intermédiaires étant quant à elles estimées par interpolation ou extrapolation. Pour la commune, le premier recensement exhaustif entrant dans le cadre du nouveau dispositif a été réalisé en 2006.

En 2022, la commune comptait 1 120 habitants, en évolution de +6,36 % par rapport à 2016 (Aveyron : +0,37 %, France hors Mayotte : +2,11 %).
| 1793 | 1800 | 1831 | 1836 | 1841 | 1846 | 1851 | 1856 | 1861 |
| ---- | ---- | ---- | ---- | ---- | ---- | ---- | ---- | ---- |
| 617  | 586  | 702  | 727  | 725  | 710  | 705  | 706  | 750  |

| 1866 | 1872 | 1876 | 1881 | 1886 | 1891 | 1896 | 1901 | 1906 |
| ---- | ---- | ---- | ---- | ---- | ---- | ---- | ---- | ---- |
| 728  | 721  | 757  | 712  | 714  | 680  | 648  | 662  | 654  |

| 1911 | 1921 | 1926 | 1931 | 1936 | 1946 | 1954 | 1962 | 1968 |
| ---- | ---- | ---- | ---- | ---- | ---- | ---- | ---- | ---- |
| 635  | 579  | 551  | 543  | 528  | 528  | 514  | 535  | 574  |

| 1975 | 1982 | 1990 | 1999  | 2006  | 2011  | 2016  | 2021  | 2022  |
| ---- | ---- | ---- | ----- | ----- | ----- | ----- | ----- | ----- |
| 668  | 724  | 865  | 1 012 | 1 057 | 1 088 | 1 053 | 1 103 | 1 120 |

#### Pyramide des âges
En 2018, le taux de personnes d'un âge inférieur à 30 ans s'élève à 28,5 %, soit en dessous de la moyenne départementale (28,8 %). À l'inverse, le taux de personnes d'âge supérieur à 60 ans est de 27 % la même année, alors qu'il est de 34,3 % au niveau départemental.
En 2018, la commune comptait 542 hommes pour 527 femmes, soit un taux de 50,7 % d'hommes, légèrement supérieur au taux départemental (49,33 %).
Les pyramides des âges de la commune et du département s'établissent comme suit.
| Hommes | Classe d’âge | Femmes |
| ------ | ------------ | ------ |
| 0,0    | 90 ou +      | 1,4    |
| 7,1    | 75-89 ans    | 9,0    |
| 17,1   | 60-74 ans    | 19,5   |
| 28,0   | 45-59 ans    | 25,2   |
| 16,1   | 30-44 ans    | 19,5   |
| 13,4   | 15-29 ans    | 11,2   |
| 18,1   | 0-14 ans     | 14,2   |

| Hommes | Classe d’âge | Femmes |
| ------ | ------------ | ------ |
| 1,3    | 90 ou +      | 3      |
| 10,3   | 75-89 ans    | 13,5   |
| 21,3   | 60-74 ans    | 21,3   |
| 20,8   | 45-59 ans    | 20,1   |
| 16,4   | 30-44 ans    | 15,7   |
| 14,8   | 15-29 ans    | 12,2   |
| 15,3   | 0-14 ans     | 14,3   |

## Économie

### Revenus
En 2018  (données Insee publiées en septembre 2021), la commune compte 455 ménages fiscaux, regroupant 1 099 personnes. La médiane du revenu disponible par unité de consommation est de 23 870 € (20 640 € dans le département).

### Emploi
| Division       | 2008  | 2013  | 2018  |
| -------------- | ----- | ----- | ----- |
| Commune        | 3,9 % | 3,1 % | 2,3 % |
| Département    | 5,4 % | 7,1 % | 7,1 % |
| France entière | 8,3 % | 10 %  | 10 %  |

En 2018, la population âgée de 15 à 64 ans s'élève à 685 personnes, parmi lesquelles on compte 78,5 % d'actifs (76,1 % ayant un emploi et 2,3 % de chômeurs) et 21,5 % d'inactifs,. Depuis 2008, le taux de chômage communal (au sens du recensement) des 15-64 ans est inférieur à celui de la France et du département.
La commune fait partie de la couronne de l'aire d'attraction de Rodez, du fait qu'au moins 15 % des actifs travaillent dans le pôle,. Elle compte 162 emplois en 2018, contre 123 en 2013 et 144 en 2008. Le nombre d'actifs ayant un emploi résidant dans la commune est de 523, soit un indicateur de concentration d'emploi de 30,9 % et un taux d'activité parmi les 15 ans ou plus de 60,2 %.
Sur ces 523 actifs de 15 ans ou plus ayant un emploi, 108 travaillent dans la commune, soit 21 % des habitants. Pour se rendre au travail, 93 % des habitants utilisent un véhicule personnel ou de fonction à quatre roues, 0,4 % les transports en commun, 2,9 % s'y rendent en deux-roues, à vélo ou à pied et 3,7 % n'ont pas besoin de transport (travail au domicile).

### Activités hors agriculture

#### Secteurs d'activités
56 établissements sont implantés  à Agen-d'Aveyron au 31 décembre 2019. Le tableau ci-dessous en détaille le nombre par secteur d'activité et compare les ratios avec ceux du département,.
| Secteur d'activité                                                                                        | Commune | Commune | Département |
| Secteur d'activité                                                                                        | Nombre  | %       | %           |
| --- | ------- | ------- | ----------- |
| Ensemble                                                                                                  | 56      |         |             |
| Industrie manufacturière, industries extractives et autres                                                | 10      | 17,9 %  | (17,7 %)    |
| Construction                                                                                              | 16      | 28,6 %  | (13 %)      |
| Commerce de gros et de détail, transports, hébergement et restauration                                    | 11      | 19,6 %  | (27,5 %)    |
| Information et communication                                                                              | 1       | 1,8 %   | (1,5 %)     |
| Activités financières et d'assurance                                                                      | 3       | 5,4 %   | (3,4 %)     |
| Activités spécialisées, scientifiques et techniques et activités de services administratifs et de soutien | 6       | 10,7 %  | (12,4 %)    |
| Administration publique, enseignement, santé humaine et action sociale                                    | 5       | 8,9 %   | (12,7 %)    |
| Autres activités de services                                                                              | 4       | 7,1 %   | (7,8 %)     |

Le secteur de la construction est prépondérant sur la commune puisqu'il représente 28,6 % du nombre total d'établissements de la commune (16 sur les 56 entreprises implantées  à Agen-d'Aveyron), contre 13 % au niveau départemental.

#### Entreprises
Les deux entreprises ayant leur siège social sur le territoire communal qui génèrent le plus de chiffre d'affaires en 2020 sont : 
- Costes Holding, fonds de placement et entités financières similaires (276 k€) ;
- Ha Conseil, activités des sociétés holding (47 k€).

### Agriculture
La commune est dans le Levezou, une petite région agricole située dans le centre de l'Aveyron et constituée d'un haut plateau cristallin. En 2020, l'orientation technico-économique de l'agriculture  sur la commune est la polyculture et/ou le polyélevage.
|               | 1988 | 2000 | 2010 | 2020 |
| ------------- | ---- | ---- | ---- | ---- |
| Exploitations | 34   | 27   | 22   | 19   |
| SAU (ha)      | 851  | 897  | 801  | 804  |

Le nombre d'exploitations agricoles en activité et ayant leur siège dans la commune est passé de 34 lors du recensement agricole de 1988  à 27 en 2000 puis à 22 en 2010 et enfin à 19 en 2020, soit une baisse de 44 % en 32 ans. Le même mouvement est observé à l'échelle du département qui a perdu pendant cette période 51 % de ses exploitations,. La surface agricole utilisée sur la commune a également diminué, passant de 851 ha en 1988 à 804 ha en 2020. Parallèlement la surface agricole utilisée moyenne par exploitation a augmenté, passant de 25 à 42 ha.
L'économie de cette commune à vocation agricole est caractérisée par une agriculture traditionnelle extensive basée sur l'élevage pour la production de veaux et agneaux destinés à l'engraissement. Vingt-neuf fermes d'exploitation agricole se trouvent sur cette commune.

## Culture et patrimoine

### Dolmen
- Site archéologique du dolmen d'Agen d'Aveyron de la Protohistoire  Inscrit MH (1997)[59].

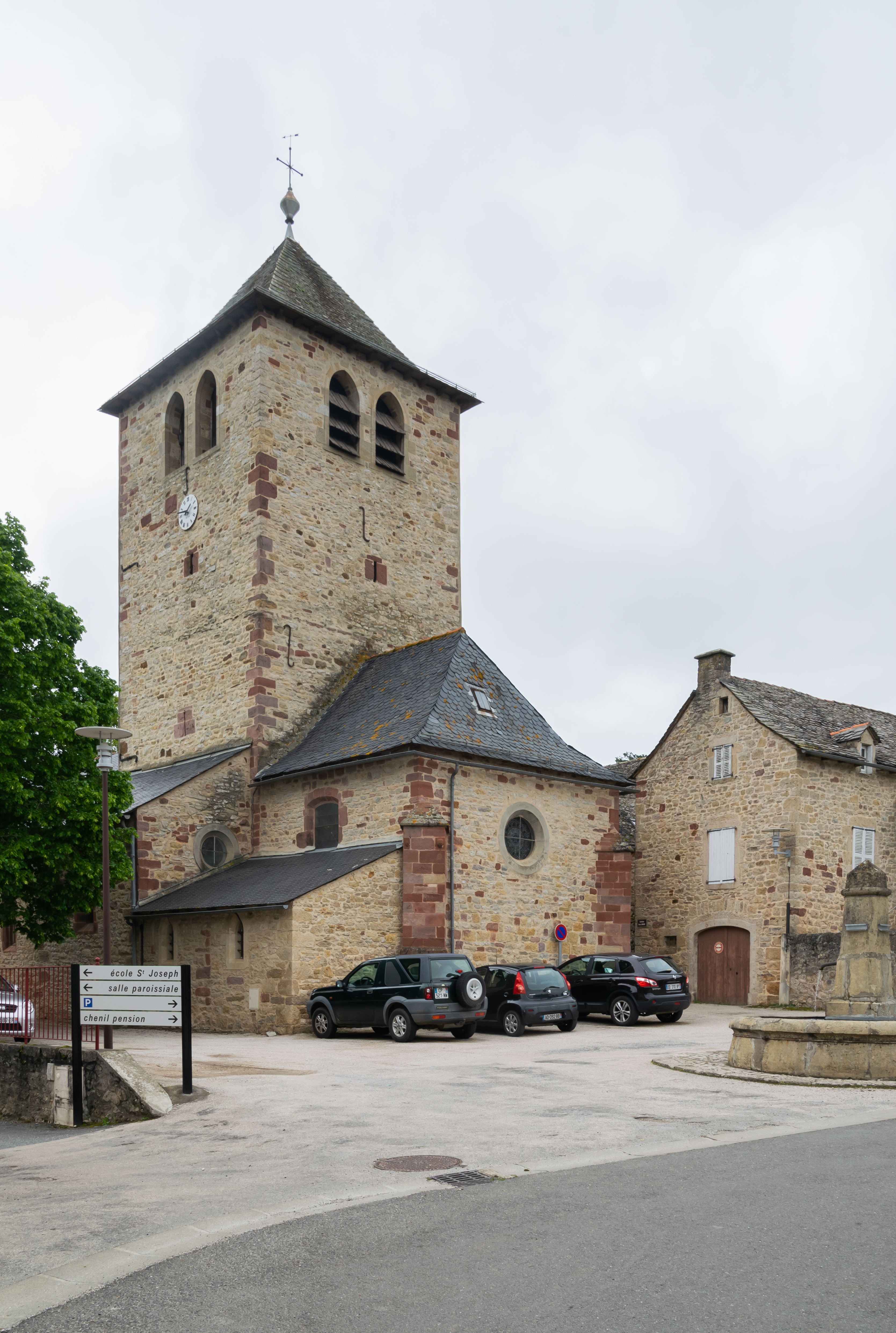
L'église Saint-Julien.

### Église et chapelle
- Église Saint-Julien. De style gothique dans le village.
- Chapelle Saint-Lazare de style roman, anciennement rattachée à une léproserie, sur les pentes des Palanges[60].

### Distinctions culturelles
Agen-d'Aveyron fait partie des communes ayant reçu l’étoile verte espérantiste, distinction remise aux maires de communes recensant des locuteurs de la langue construite espéranto.

### Héraldique
| Blason d'Agen-d'Aveyron | De sinople à une crosse épiscopale accompagnée à dextre d'un léopard lionné contourné et à sénestre d'un chêne arraché, tous d'or, au mantel ondé d'argent chargé d'une croix cléchée d'or, pommetée de douze pièces de sable (croix occitane), accompagnée de deux gerbes de blé de sable. |

## Pour approfondir